# ISO 3166-2:CM

Mapa administrativního dělení státu Kamerun

Kódy ISO 3166-2 pro Kamerun identifikují 10 provincií (stav v roce 2015). První část (CM) je mezinárodní kód pro Kamerun, druhá část sestává z dvou písmen identifikujících provincií.

## Seznam kódů
| kód   | provincie     |
| ----- | ------------- |
| CM-AD | Adamawa       |
| CM-CE | Centre        |
| CM-EN | Extreme North |
| CM-ES | East          |
| CM-LT | Littoral      |
| CM-NO | North         |
| CM-NW | North-West    |
| CM-OU | West          |
| CM-SU | South         |
| CM-SW | South-West    |